# Ameixial (Santa Vitória e São Bento)
Ameixial (Santa Vitória e São Bento) (llamada oficialmente União das Freguesias de Ameixial (Santa Vitória e São Bento)) es una freguesia portuguesa del municipio de Estremoz, distrito de Évora.

## Historia
Fue creada el 28 de enero de 2013 en aplicación de una resolución de la Asamblea de la República de Portugal promulgada el 16 de enero de 2013 con la unión de las freguesias de Santa Vitória do Ameixial y São Bento do Ameixial, pasando su sede a estar situada en la antigua freguesia de Santa Vitória do Ameixial.

## Demografía
| Gráfica de evolución demográfica de Ameixial (Santa Vitória e São Bento) entre 2011 y 2021 |
|                                                                                            |
| Datos según el nomenclátor publicado por el INE portugués.                                 |